# Straubenhardt
Straubenhardt est une commune allemande du Bade-Wurtemberg, située dans l'arrondissement d'Enz, l'aire urbaine Nordschwarzwald et le district de Karlsruhe.
La commune est jumelée avec la communauté de communes de la Veyle, située dans l'Ain en France.
Sa population était de 11 505 habitants en 2022.